# Ron Jones (atleta)
Ron Jones (Aberdare, Rhondda Cynon Taff, 19 de agosto de 1934 - Cambridge, 30 de diciembre de 2021) fue un atleta británico especializado en la prueba de 4 x 100 m, en la que consiguió ser medallista de bronce europeo en 1962.

## Carrera deportiva
En el Campeonato Europeo de Atletismo de 1962, celebrado en Belgrado (Yugoslavia) ganó la medalla de bronce en los relevos de 4 x 100 metros, junto a Alf Meakin, Berwyn Jones y David Jones, con un tiempo de 39.8 segundos, llegando a meta tras Alemania del Oeste (oro con 39.5 segundos que fue récord de los campeonatos) y Polonia (plata).
También ganó una medalla de bronce con David England, Nick Whitehead y Berwyn Jones en el relevo de 4 x 110 yardas mientras competía por Gales en los Juegos del Imperio Británico y la Commonwealth de 1962 en Perth, Australia.
Murió en Cambridge el 30 de diciembre de 2021, a la edad de 87 años.